# فوهة بابكوك
فوهة بابكوك (بالإنجليزية: Babcock) هي فوهة ناتجة عن اصطدام نيزكي تقع على الجانب البعيد من القمر، أي الجانب الذي لا يُمكن رؤيته عادةً من الأرض. سُمِّيت بهذا الاسم من قبل الاتحاد الفلكي الدولي (IAU) سنة 1970، تكريمًا لعالم الفلك الأمريكي هارولد د. بابكوك، المعروف بإسهاماته في دراسة البقع الشمسية والمجالات المغناطيسية الشمسية.

## الموقع
تقع الفوهة على الحافة الشمالية الشرقية من بحر سمثي (Mare Smythii)، وهي واحدة من المناطق القمرية القليلة على الجانب البعيد التي يمكن رؤيتها جزئيًا من الأرض عند حدوث اختلالات قمرية مواتية (librations)، إلا أن موقعها يجعل رؤيتها محدودة وغير واضحة. إلى الجنوب منها تقع فوهة بوركينيه (Purkynĕ)، بينما توجد فوهة إرّو (Erro) إلى الشمال الشرقي.

## الخصائص
تبلغ قطر الفوهة نحو 99 كيلومترًا، إلا أن عمقها غير محدد بدقة. مثل العديد من الفوهات على الجانب البعيد من القمر، يُعتقد أن سطحها تعرّض لتعديلات بسبب النشاط البركاني القديم أو الانهيارات اللاحقة الناتجة عن اصطدامات ثانوية.